# National Trust
National Trust, celým názvem National Trust for Places of Historic Interest or Natural Beauty je britská organizace, která se zabývá ochranou památek a přírody v Anglii, Welsu a Severním Irsku. National Trust založili Robert Hunter (1844–1913, Hardwicke Rawnsley (1851–1920) a Octavia Hillová (1838–1912) v roce 1895 jako veřejně prospěšnou organizaci. Ve Skotsku funguje obdobná organizace National Trust for Scotland. Působení National Trust se opírá ve velké míře o práci dobrovolníků.

## Cíle organizace
National Trust jejím cílem je zachování a ochrana pobřeží, staveb a krajiny podřízených zemí. Úkol plní jak pomoci fyzické práce, tak i prostřednictvím vzdělávacích programů.

## Rozsah aktivit
V zájmu organizace je 1141 km pobřeží, 215 staveb, 40 zámků, 76 přírodních rezervací, 6 míst světového kulturního dědictví, 12 mořských majáků a 43 pivnic a hospod. V roce 2008 objekty pod dohledem National Trust navštívilo 50 milionu osob. Organizace má 3,6 milionu členů.